# Оскар (кинопремия, 1958)
30-я церемония вручения наград премии «Оскар» за заслуги в области кинематографа за 1957 год прошла 26 марта 1958 года в «RKO Pantages Theatre» (Голливуд, Лос-Анджелес, Калифорния).

## Фильмы, получившие несколько номинаций
| Фильм                                                      | номинации | победы |
| ---------------------------------------------------------- | --------- | ------ |
| • Сайонара / Sayonara                                      | 10        | 4      |
| • Пэйтон Плейс / Peyton Place                              | 9         | -      |
| • Мост через реку Квай / The Bridge on the River Kwai      | 8         | 7      |
| • Свидетель обвинения / Witness for the Prosecution        | 6         | -      |
| • Округ Рэйнтри / Raintree County                          | 4         | -      |
| • Забавная мордашка / Funny Face                           | 4         | -      |
| • Незабываемый роман / An Affair to Remember               | 4         | -      |
| • Приятель Джои / Pal Joey                                 | 4         | -      |
| • Гёрлз / Les Girls                                        | 3         | 1      |
| • 12 разгневанных мужчин / 12 Angry Men                    | 3         | -      |
| • Дикий ветер / Wild Is the Wind                           | 3         | -      |
| • Бог знает, мистер Аллисон / Heaven Knows, Mr. Allison    | 2         | -      |
| • Перестрелка в О. К. Коррал / Gunfight at the O.K. Corral | 2         | -      |

## Список лауреатов и номинантов
★ Победители выделены отдельным цветом. 

### Основные категории
| Категории                                                  | Лауреаты и номинанты                                                                                | Лауреаты и номинанты                                                                                |
| ---------------------------------------------------------- | --------------------------------------------------------------------------------------------------- | --------------------------------------------------------------------------------------------------- |
| Лучший фильм                                               | ★ «Мост через реку Квай» / The Bridge on the River Kwai (продюсер: Сэм Шпигель)                     | ★ «Мост через реку Квай» / The Bridge on the River Kwai (продюсер: Сэм Шпигель)                     |
| Лучший фильм                                               | • Пэйтон Плейс / Peyton Place (продюсер: Джерри Уолд)                                               | |
| Лучший фильм                                               | • Сайонара / Sayonara (продюсер: Уильям Гетц)                                                       | |
| Лучший фильм                                               | • 12 разгневанных мужчин / 12 Angry Men (продюсеры: Генри Фонда и Реджинальд Роуз)                  | |
| Лучший фильм                                               | • Свидетель обвинения / Witness for the Prosecution (продюсер: Артур Хорнблоу мл.)                  | |
| Лучший режиссёр                                            | | ★ Дэвид Лин за фильм «Мост через реку Квай»                                                         |
| Лучший режиссёр                                            | • Джошуа Логан — «Сайонара»                                                                         | |
| Лучший режиссёр                                            | • Сидни Люмет — «12 разгневанных мужчин»                                                            | |
| Лучший режиссёр                                            | • Марк Робсон — «Пэйтон Плейс»                                                                      | |
| Лучший режиссёр                                            | • Билли Уайлдер — «Свидетель обвинения»                                                             | |
| Лучшая мужская роль                                        | Алек Гиннесс                                                                                        | ★ Алек Гиннесс — «Мост через реку Квай» (за роль полковника Николсона)                              |
| Лучшая мужская роль                                        | Алек Гиннесс                                                                                        | • Марлон Брандо — «Сайонара» (за роль майора Ллойда Грувера)                                        |
| Лучшая мужская роль                                        | Алек Гиннесс                                                                                        | • Энтони Франчоза — «Шляпа, полная дождя» (за роль Поло)                                            |
| Лучшая мужская роль                                        | Алек Гиннесс                                                                                        | • Чарльз Лоутон — «Свидетель обвинения» (за роль сэра Уилфрида Робартса)                            |
| Лучшая мужская роль                                        | Алек Гиннесс                                                                                        | • Энтони Куинн — «Дикий ветер» (за роль Джино)                                                      |
| Лучшая женская роль                                        | Джоан Вудвард                                                                                       | ★ Джоан Вудвард — «Три лица Евы» (за роль Евы Уайт / Евы Блэк / Джейн)                              |
| Лучшая женская роль                                        | Джоан Вудвард                                                                                       | • Дебора Керр — «Бог знает, мистер Аллисон» (за роль сестры Анджелы)                                |
| Лучшая женская роль                                        | Джоан Вудвард                                                                                       | • Анна Маньяни — «Дикий ветер» (за роль Джои)                                                       |
| Лучшая женская роль                                        | Джоан Вудвард                                                                                       | • Элизабет Тейлор — «Округ Рэйнтри» (за роль Сюзанны Дрейк)                                         |
| Лучшая женская роль                                        | Джоан Вудвард                                                                                       | • Лана Тёрнер — «Пэйтон Плейс» (за роль Констанс МакКензи)                                          |
| Лучшая мужская роль второго плана                          | Рэд Баттонс                                                                                         | ★ Рэд Баттонс — «Сайонара» (за роль пилота Джо Келли)                                               |
| Лучшая мужская роль второго плана                          | Рэд Баттонс                                                                                         | • Витторио Де Сика — «Прощай, оружие!» (за роль майора Алессандро Ринальди)                         |
| Лучшая мужская роль второго плана                          | Рэд Баттонс                                                                                         | • Сэссю Хаякава — «Мост через реку Квай» (за роль полковника Сайто)                                 |
| Лучшая мужская роль второго плана                          | Рэд Баттонс                                                                                         | • Артур Кеннеди — «Пэйтон Плейс» (за роль Лукаса Кросса)                                            |
| Лучшая мужская роль второго плана                          | Рэд Баттонс                                                                                         | • Расс Тэмблин — «Пэйтон Плейс» (за роль Нормана Пэйджа)                                            |
| Лучшая женская роль второго плана                          | Миёси Умэки                                                                                         | ★ Миёси Умэки — «Сайонара» (за роль Кацуми)                                                         |
| Лучшая женская роль второго плана                          | Миёси Умэки                                                                                         | • Кэролин Джонс — «Мальчишник» (за роль экзистенциалистки)                                          |
| Лучшая женская роль второго плана                          | Миёси Умэки                                                                                         | • Эльза Ланчестер — «Свидетель обвинения» (за роль мисс Плимсолл)                                   |
| Лучшая женская роль второго плана                          | Миёси Умэки                                                                                         | • Хоуп Лэнг — «Пэйтон Плейс» (за роль Селены Кросс)                                                 |
| Лучшая женская роль второго плана                          | Миёси Умэки                                                                                         | • Дайан Варси — «Пэйтон Плейс» (за роль Эллисон МакКензи)                                           |
| Лучший сценарий, созданный непосредственно для экранизации | ★ Джордж Уэллс — «Модельерша»                                                                       | ★ Джордж Уэллс — «Модельерша»                                                                       |
| Лучший сценарий, созданный непосредственно для экранизации | • Леонард Герш — «Забавная мордашка»                                                                | |
| Лучший сценарий, созданный непосредственно для экранизации | • Ральф Уилрайт, Р. Райт Кэмпбелл, Иван Гофф и Бен Робертс — «Человек с тысячей лиц»                | |
| Лучший сценарий, созданный непосредственно для экранизации | • Барни Слэйтер, Джоэл Кэйн и Дадли Николс — «Жестяная звезда»                                      | |
| Лучший сценарий, созданный непосредственно для экранизации | • Федерико Феллини, Эннио Флайано и Туллио Пинелли — «Маменькины сынки»                             | |
| Лучший адаптированный сценарий                             | ★ Пьер Буль, Карл Форман, Майкл Уилсон — «Мост через реку Квай» (по одноимённому роману Пьера Буля) | ★ Пьер Буль, Карл Форман, Майкл Уилсон — «Мост через реку Квай» (по одноимённому роману Пьера Буля) |
| Лучший адаптированный сценарий                             | • Джон Ли Мэхин и Джон Хьюстон — «Бог знает, мистер Аллисон» (по одноимённому роману Чарльза Шоу)   | |
| Лучший адаптированный сценарий                             | • Джон Майкл Хейс — «Пэйтон Плейс» (по одноимённому роману Грэйс Металиус)                          | |
| Лучший адаптированный сценарий                             | • Пол Осборн — «Сайонара» (по одноимённому роману Джеймса Миченера)                                 | |
| Лучший адаптированный сценарий                             | • Реджинальд Роуз — «12 разгневанных мужчин» (по одноимённой телепьесе автора)                      | |
| Лучший фильм на иностранном языке                          | ★ «Ночи Кабирии» / Le notti di Cabiria (Италия) реж. Федерико Феллини                               | ★ «Ночи Кабирии» / Le notti di Cabiria (Италия) реж. Федерико Феллини                               |
| Лучший фильм на иностранном языке                          | • Ночь, когда приходил дьявол / Nachts, wenn der Teufel kam (ФРГ) реж. Роберт Сиодмак               | |
| Лучший фильм на иностранном языке                          | • Порт де Лила / Porte des Lilas (Франция) реж. Рене Клер                                           | |
| Лучший фильм на иностранном языке                          | • Мать Индия / मदर इंडिया (Индия) реж. Мехбуб Хан                                                      | |
| Лучший фильм на иностранном языке                          | • Девять жизней / Ni liv (Норвегия) реж. Арне Скоуэн                                                | |

### Другие категории
| Категории                                                     | Лауреаты и номинанты                                                                                        | Лауреаты и номинанты                                                   | Лауреаты и номинанты |
| ------------------------------------------------------------- | --- | ---------------------------------------------------------------------- | -------------------- |
| Лучшая музыка Саундтрек                                       | | ★ Малкольм Арнольд — «Мост через реку Квай»                            |                      |
| Лучшая музыка Саундтрек                                       | • Хьюго Фридхофер — «Незабываемый роман»                                                                    |                                                                        |                      |
| Лучшая музыка Саундтрек                                       | • Хьюго Фридхофер — «Мальчик на дельфине»                                                                   |                                                                        |                      |
| Лучшая музыка Саундтрек                                       | • Пол Дж. Смит — «Перри»                                                                                    |                                                                        |                      |
| Лучшая музыка Саундтрек                                       | • Джонни Грин — «Округ Рэйнтри»                                                                             |                                                                        |                      |
| Лучшая песня к фильму                                         | ★ All the Way — «Джокер» — музыка: Джимми Ван Хэйсен, слова: Сэмми Кан                                      | ★ All the Way — «Джокер» — музыка: Джимми Ван Хэйсен, слова: Сэмми Кан |                      |
| Лучшая песня к фильму                                         | • An Affair To Remember — «Незабываемый роман» — музыка: Гарри Уоррен, слова: Харольд Адамсон и Лео Маккэри |                                                                        |                      |
| Лучшая песня к фильму                                         | • April Love — «April Love» — музыка: Сэмми Фэйн, слова: Пол Френсис Уэбстер                                |                                                                        |                      |
| Лучшая песня к фильму                                         | • Tammy — «Тэмми и холостяк» — музыка и слова: Рэй Эванс и Джей Ливингстон                                  |                                                                        |                      |
| Лучшая песня к фильму                                         | • Wild Is the Wind — «Дикий ветер» — музыка: Дмитрий Тёмкин, слова: Нэд Вашингтон                           |                                                                        |                      |
| Лучший монтаж                                                 | ★ Питер Тейлор — «Мост через реку Квай»                                                                     | ★ Питер Тейлор — «Мост через реку Квай»                                |                      |
| Лучший монтаж                                                 | • Уоррен Лоу — «Перестрелка в О. К. Коррал»                                                                 |                                                                        |                      |
| Лучший монтаж                                                 | • Виола Лоуренс, Джером Томс — «Приятель Джои»                                                              |                                                                        |                      |
| Лучший монтаж                                                 | • Артур П. Шмидт, Филип В. Андерсон — «Сайонара»                                                            |                                                                        |                      |
| Лучший монтаж                                                 | • Дэниэл Манделл — «Свидетель обвинения»                                                                    |                                                                        |                      |
| Лучшая операторская работа                                    | ★ Джек Хилдьярд — «Мост через реку Квай»                                                                    | ★ Джек Хилдьярд — «Мост через реку Квай»                               |                      |
| Лучшая операторская работа                                    | • Милтон Краснер — «Незабываемый роман»                                                                     |                                                                        |                      |
| Лучшая операторская работа                                    | • Рэй Джун — «Забавная мордашка»                                                                            |                                                                        |                      |
| Лучшая операторская работа                                    | • Уильям С. Меллор — «Пэйтон Плейс»                                                                         |                                                                        |                      |
| Лучшая операторская работа                                    | • Эллсворт Фредерикс — «Сайонара»                                                                           |                                                                        |                      |
| Лучшая работа художника-постановщика, художника по декорациям | ★ Тед Хаворт (постановщик), Роберт Пристли (декоратор) — «Сайонара»                                         | ★ Тед Хаворт (постановщик), Роберт Пристли (декоратор) — «Сайонара»    |                      |
| Лучшая работа художника-постановщика, художника по декорациям | • Хэл Перейра, Джордж У. Дэвис (постановщики), Сэм Комер, Рэй Мойер (декораторы) — «Забавная мордашка»      |                                                                        |                      |
| Лучшая работа художника-постановщика, художника по декорациям | • Уильям А. Хорнинг, Джин Аллен (постановщики), Эдвин Б. Уиллис, Ричард Пефферл (декораторы) — «Гёрлз»      |                                                                        |                      |
| Лучшая работа художника-постановщика, художника по декорациям | • Уолтер Хольшер (постановщик), Уильям Кирнан, Луи Диэдж (декораторы) — «Приятель Джои»                     |                                                                        |                      |
| Лучшая работа художника-постановщика, художника по декорациям | • Уильям А. Хорнинг, Ури МакКлири (постановщики), Эдвин Б. Уиллис, Хью Хант (декораторы) — «Округ Рэйнтри»  |                                                                        |                      |
| Лучший дизайн костюмов                                        | ★ Орри-Келли — «Гёрлз»                                                                                      | ★ Орри-Келли — «Гёрлз»                                                 |                      |
| Лучший дизайн костюмов                                        | • Чарльз Ле Мэр — «Незабываемый роман»                                                                      |                                                                        |                      |
| Лучший дизайн костюмов                                        | • Эдит Хэд и Юбер де Живанши — «Забавная мордашка»                                                          |                                                                        |                      |
| Лучший дизайн костюмов                                        | • Жан Луи — «Приятель Джои»                                                                                 |                                                                        |                      |
| Лучший дизайн костюмов                                        | • Уолтер Планкетт — «Округ Рэйнтри»                                                                         |                                                                        |                      |
| Лучший звук                                                   | ★ Джордж Гровс (Warner Bros. SSD) — «Сайонара»                                                              | ★ Джордж Гровс (Warner Bros. SSD) — «Сайонара»                         |                      |
| Лучший звук                                                   | • Джордж Даттон (Paramount SSD) — «Перестрелка в О. К. Коррал»                                              |                                                                        |                      |
| Лучший звук                                                   | • Уэсли С. Миллер (Metro-Goldwyn-Mayer SSD) — «Гёрлз»                                                       |                                                                        |                      |
| Лучший звук                                                   | • Джон П. Ливадари (Columbia SSD) — «Приятель Джои»                                                         |                                                                        |                      |
| Лучший звук                                                   | • Гордон Сойер (Samuel Goldwyn SSD) — «Свидетель обвинения»                                                 |                                                                        |                      |
| Лучшие спецэффекты                                            | ★ Уолтер Росси (звуковые эффекты) — «Под нами враг»                                                         | ★ Уолтер Росси (звуковые эффекты) — «Под нами враг»                    |                      |
| Лучшие спецэффекты                                            | • Луис Личтенфилд (визуальные эффекты) — «Дух Сент-Луиса»                                                   |                                                                        |                      |
| Лучший документальный полнометражный фильм                    | ★ «Альберт Швейцер» / Albert Schweitzer (продюсер: Джером Хилл)                                             | ★ «Альберт Швейцер» / Albert Schweitzer (продюсер: Джером Хилл)        |                      |
| Лучший документальный полнометражный фильм                    | • На улице Бауэри-стрит / On the Bowery (продюсер: Лайонел Рогозин)                                         |                                                                        |                      |
| Лучший документальный полнометражный фильм                    | • Тореро / Torero! (продюсер: Manuel Barbachano Ponce)                                                      |                                                                        |                      |
| Лучший игровой короткометражный фильм                         | ★ «Преследование нелегалов» (продюсер: Ларри Лансбург)                                                      | ★ «Преследование нелегалов» (продюсер: Ларри Лансбург)                 |                      |
| Лучший игровой короткометражный фильм                         | • История со стулом / A Chairy Tale (продюсер: Норман Макларен)                                             |                                                                        |                      |
| Лучший игровой короткометражный фильм                         | • Город золота / City of Gold (продюсер: Том Дэйли)                                                         |                                                                        |                      |
| Лучший игровой короткометражный фильм                         | • Опорный пункт на Антарктиде / Foothold on Antarctica (продюсер: Джеймс Карр)                              |                                                                        |                      |
| Лучший игровой короткометражный фильм                         | • / Portugal (продюсер: Бен Шарпстин)                                                                       |                                                                        |                      |
| Лучший короткометражный фильм (мультипликация)                | ★ «Клуб анонимных птицеедов» (продюсер: Эдвард Селзер)                                                      | ★ «Клуб анонимных птицеедов» (продюсер: Эдвард Селзер)                 |                      |
| Лучший короткометражный фильм (мультипликация)                | • Друппи — рыцарь / One Droopy Knight (продюсеры: Уильям Ханна и Джозеф Барбера)                            |                                                                        |                      |
| Лучший короткометражный фильм (мультипликация)                | • Горячий район (продюсер: Эдвард Селзер)                                                                   |                                                                        |                      |
| Лучший короткометражный фильм (мультипликация)                | • / Trees and Jamaica Daddy (продюсер: Стивен Босустоу)                                                     |                                                                        |                      |
| Лучший короткометражный фильм (мультипликация)                | • Правда о Матушке Гусыне / The Truth about Mother Goose (продюсер: Уолт Дисней)                            |                                                                        |                      |

### Специальные награды
| Награда                                                         | Лауреаты |
| --------------------------------------------------------------- | --- |
| Премия за выдающиеся заслуги в кинематографе (Почётный «Оскар») | ★ Чарльз Брэкетт — за выдающиеся заслуги перед Академией.                                                                       |
| Премия за выдающиеся заслуги в кинематографе (Почётный «Оскар») | ★ Б. Б. Кахейн — за выдающиеся заслуги в киноиндустрии.                                                                         |
| Премия за выдающиеся заслуги в кинематографе (Почётный «Оскар») | ★ Гилберт М. «Брончо Билли» Андерсон — пионеру кинематографа, внёсшему значительный вклад в развлекательную кинопромышленность. |
| Премия за выдающиеся заслуги в кинематографе (Почётный «Оскар») | ★ SMPTE — за их вклад в развитие киноиндустрии.                                                                                 |
| Награда имени Джина Хершолта                                    | ★ Сэмюэл Голдвин |

## Научно-технические награды
| Категории | Лауреаты |
| --------- | --- |
| Class I   | • Todd-AO Corp., Westrex Corp. — за разработку технологии производства и демонстрации широкоформатных фильмов, известного как «Todd-AO Sytem».                                   |
| Class I   | • Motion Picture Research Council — за разработку и усовершенствование способа высокоэффективной проекции для drive-in — кинотеатров под открытым небом.                         |
| Class II  | • Societe d'Optique et de Mecanique de Haute Precision — за разработку светосильного вариофокального фотообъектива.                                                              |
| Class II  | • Харлан Л. Баумбах, Lorand Wargo, Ховард М. Литтл (Unicorn Engineering Corp.) — за разработку автоматического переключателя света принтера.                                     |
| Class III | • Чарльз Э. Саттер, Уильям Б. Смит (Paramount Pictures Corp., General Cable Corp.) — за разработку и использование в студии лёгких алюминиевых электрических кабелей и разъемов. |